# Premio Tang
El premio Tang (chino: 唐獎) es un conjunto de galardones internacionales bianuales que se conceden en cuatro campos: Desarrollo Sostenible, Ciencia Biofarmacéutica, Sinología y Estado de Derecho. La nominación y la selección corren a cargo de un comité de selección independiente, formado en cooperación parcial con la Academia Sínica, la principal institución de investigación de Taiwán.

## Filosofía
Con la llegada de la industrialización y la globalización, la humanidad ha disfrutado enormemente de las comodidades aportadas por la ciencia y la tecnología. Sin embargo, la humanidad también se enfrenta a una multitud de problemas ambientales, socioculturales y éticos críticos a una escala sin precedentes, como el cambio climático, la desigualdad y la degradación moral. En este contexto, el empresario multimillonario taiwanés Samuel Yin creó en diciembre de 2012 la Fundación Premio Tang.
Con el objetivo de reconocer y apoyar a los contribuyentes por sus esfuerzos revolucionarios en los campos de investigación críticos para el siglo XXI, el Premio Tang tiene un alcance mundial. Los galardonados son seleccionados por la originalidad de su trabajo y su contribución a la sociedad, independientemente de su sexo, religión, etnia o nacionalidad.

## Categorías de premios
Las categorías de premios del Premio Tang incluyen Desarrollo Sostenible, Ciencias Biofarmacéuticas, Sinología y Estado de Derecho .
El premio de Desarrollo Sostenible reconoce a quienes han realizado contribuciones extraordinarias al desarrollo sostenible de las sociedades humanas, especialmente mediante innovaciones revolucionarias en ciencia y tecnología.
El premio de Ciencias Biofarmacéuticas reconoce la investigación biofarmacéutica o biomédica original que haya dado lugar a avances significativos en la prevención, el diagnóstico y/o el tratamiento de las principales enfermedades humanas para mejorar la salud humana.
El premio de Sinología reconoce el estudio de la sinología en su sentido más amplio, premiando la investigación sobre China y sus campos afines, como el pensamiento, la historia, la filología, la lingüística, la arqueología, la filosofía, la religión, los cánones tradicionales, la literatura y el arte chinos (excluidas las obras literarias y artísticas). Al honrar las innovaciones en el campo de la sinología, el Premio pone de relieve la cultura china y sus contribuciones al desarrollo de la civilización humana.
El Premio en Estado de Derecho reconoce a la(s) persona(s) o institución(es) que haya(n) contribuido de forma significativa al Estado de Derecho, reflejándose no sólo en los logros del (de los) candidato(s) en términos de avance de la teoría o la práctica jurídica, sino también en la realización del Estado de Derecho en las sociedades contemporáneas a través de las influencias o la inspiración del trabajo del (de los) candidato(s).

## Laureados
Cada galardonado recibe una medalla y un diploma del premio Tang. Además, en cada categoría se concede un premio en metálico de 40 millones de dólares neozelandeses (1,3 millones de dólares estadounidenses), así como una beca de investigación de 10 millones de dólares neozelandeses (0,33 millones de dólares estadounidenses), por un total de 50 millones de dólares neozelandeses (1,63 millones de dólares estadounidenses). En caso de que dos o hasta tres candidatos reciban un premio en la misma categoría, el premio en metálico y la beca de investigación se compartirán.
| Año  | Campo                   | Nombre                                                         | Nacionalidad             | Mención |
| ---- | ----------------------- | -------------------------------------------------------------- | ------------------------ | --- |
| 2022 | Estado de Derecho       | Cheryl Saunders                                                | Australia                | "por sus contribuciones pioneras al derecho constitucional comparado y, en particular, por su trabajo en la construcción de constituciones en la región de Asia y el Pacífico". |
| 2022 | Sinología               | Jessica Rawson                                                 | Reino Unido              | "por su don y dominio del oficio de lo visible para leer el arte y los artefactos de la civilización china". |
| 2022 | Ciencia biofarmacéutica | Katalin Kariko                                                 | Hungría / Estados Unidos | "por desarrollar vacunas de ARNm de COVID-19". |
| 2022 | Ciencia biofarmacéutica | Drew Weissman                                                  | Estados Unidos           | "por desarrollar vacunas de ARNm de COVID-19". |
| 2022 | Ciencia biofarmacéutica | Pieter Cullis                                                  | Canadá                   | "por desarrollar vacunas de ARNm de COVID-19". |
| 2022 | Desarrollo sostenible   | Jeffrey D. Sachs                                               | Estados Unidos           | "por liderar la ciencia transdisciplinaria de la sostenibilidad". |
| 2020 | Estado de Derecho       | Asociación de Abogados Ambientalistas de Bangladés             | Bangladés                | "por sus esfuerzos para promover el estado de derecho y sus instituciones a través de la educación y la defensa. Utilizando un litigio estratégico innovador, reforzado por una erudición rigurosa, estas organizaciones han demostrado una perseverancia ejemplar en la promoción de una mayor justicia individual, social y ambiental, en entornos donde los cimientos de el estado de derecho están bajo un severo desafío". |
| 2020 | Estado de Derecho       | Dejusticia: centro de estudios de Derecho, Justicia y Sociedad | Colombia                 | "por sus esfuerzos para promover el estado de derecho y sus instituciones a través de la educación y la defensa. Utilizando un litigio estratégico innovador, reforzado por una erudición rigurosa, estas organizaciones han demostrado una perseverancia ejemplar en la promoción de una mayor justicia individual, social y ambiental, en entornos donde los cimientos de el estado de derecho están bajo un severo desafío". |
| 2020 | Estado de Derecho       | The Legal Agenda                                               | Líbano                   | "por sus esfuerzos para promover el estado de derecho y sus instituciones a través de la educación y la defensa. Utilizando un litigio estratégico innovador, reforzado por una erudición rigurosa, estas organizaciones han demostrado una perseverancia ejemplar en la promoción de una mayor justicia individual, social y ambiental, en entornos donde los cimientos de el estado de derecho están bajo un severo desafío". |
| 2020 | Sinología               | Wang Gungwu                                                    | Australia                | "por su investigación pionera sobre el orden mundial chino, los chinos en el extranjero y la experiencia migratoria china". |
| 2020 | Ciencia biofarmacéutica | Charles Dinarello                                              | Estados Unidos           | "por el desarrollo de terapias biológicas dirigidas a las citocinas para el tratamiento de enfermedades inflamatorias". |
| 2020 | Ciencia biofarmacéutica | Marc Feldmann                                                  | Australia Reino Unido    | "por el desarrollo de terapias biológicas dirigidas a las citocinas para el tratamiento de enfermedades inflamatorias". |
| 2020 | Ciencia biofarmacéutica | Tadamitsu Kishimoto                                            | Japón                    | "por el desarrollo de terapias biológicas dirigidas a las citocinas para el tratamiento de enfermedades inflamatorias". |
| 2020 | Desarrollo sostenible   | Jane Goodall                                                   | Reino Unido              | "Jane Goodall, reconociendo su innovador descubrimiento en primatología que redefine la relación entre humanos y animales y su dedicación sin igual a lo largo de su vida a la conservación del medio ambiente de la Tierra..." |
| 2018 | Estado de Derecho       | Joseph Raz                                                     | Reino Unido Israel       | "por sus contribuciones pioneras al estado de derecho y por profundizar nuestra comprensión de la naturaleza misma del derecho, el razonamiento legal y la relación entre el derecho, la moralidad y la libertad." |
| 2018 | Sinología               | Stephen Owen                                                   | Estados Unidos           | "por su erudición penetrante e ingenio teórico en la prosa y la poesía del chino clásico, especialmente la poesía Tang y su traducción." |
| 2018 | Sinología               | Yoshinobu Shiba                                                | Japón                    | "por su dominio y profundidad de conocimiento de la historia socioeconómica china lograda a través de su lente teórico original que fusiona las fortalezas distintivas de la erudición china, japonesa y occidental". |
| 2018 | Ciencia biofarmacéutica | Anthony R. Hunter                                              | Estados Unidos           | "por el descubrimiento de la fosforilación de la proteína tirosina y las tirosina quinasas como oncogenes, lo que conduce al éxito de las terapias dirigidas contra el cáncer." |
| 2018 | Ciencia biofarmacéutica | Brian J. Druker                                                | Estados Unidos           | "por el descubrimiento de la fosforilación de la proteína tirosina y las tirosina quinasas como oncogenes, lo que conduce al éxito de las terapias dirigidas contra el cáncer." |
| 2018 | Ciencia biofarmacéutica | John Mendelsohn                                                | Estados Unidos           | "por el descubrimiento de la fosforilación de la proteína tirosina y las tirosina quinasas como oncogenes, lo que conduce al éxito de las terapias dirigidas contra el cáncer." |
| 2018 | Desarrollo sostenible   | James E. Hansen                                                | Estados Unidos           | "por hacer sonar la alarma sobre el cambio climático, dilucidar la física de los forzamientos y retroalimentaciones del clima, cuantificar los peligros del calentamiento global y abogar incansablemente por acciones y soluciones significativas." |
| 2018 | Desarrollo sostenible   | Veerabhadran Ramanathan                                        | India                    | "por hacer contribuciones fundamentales a nuestra comprensión fundamental del cambio climático y los impactos de la contaminación del aire, y tomar medidas directas para defender y facilitar políticas de mitigación efectivas." |
| 2016 | Rule of Law             | Louise Arbour                                                  | Canadá                   | "por sus contribuciones duraderas a la justicia penal internacional y la protección de los derechos humanos, a la promoción de la paz, la justicia y la seguridad en el país y en el extranjero, y al trabajo dentro de la ley para expandir las fronteras de la libertad para todos." |
| 2016 | Sinología               | William Theodore de Bary                                       | Estados Unidos           | "por sus contribuciones pioneras en los estudios confucianos. En su notable carrera académica que abarca más de siete décadas, ha escrito y editado más de 30 libros, muchos de los cuales hacen contribuciones innovadoras que brindan una visión esclarecedora y una crítica honesta del confucianismo." |
| 2016 | Ciencia biofarmacéutica | Emmanuelle Charpentier                                         | Francia                  | "por el desarrollo de CRISPR/Cas9 como plataforma de edición genómica revolucionaria que promete revolucionar la investigación biomédica y el tratamiento de enfermedades." |
| 2016 | Ciencia biofarmacéutica | Jennifer Doudna                                                | Estados Unidos           | "por el desarrollo de CRISPR/Cas9 como plataforma de edición genómica revolucionaria que promete revolucionar la investigación biomédica y el tratamiento de enfermedades." |
| 2016 | Ciencia biofarmacéutica | Feng Zhang                                                     | Estados Unidos           | "por el desarrollo de CRISPR/Cas9 como plataforma de edición genómica revolucionaria que promete revolucionar la investigación biomédica y el tratamiento de enfermedades." |
| 2016 | Desarrollo sostenible   | Arthur H. Rosenfeld                                            | Estados Unidos           | "por sus innovaciones pioneras y de toda la vida en eficiencia energética que resultaron en inmensas reducciones en el consumo de energía y las emisiones de gases de efecto invernadero en todo el mundo." |
| 2014 | Rule of Law             | Albie Sachs                                                    | Sudáfrica                | "por sus numerosas contribuciones a los derechos humanos y la justicia a nivel mundial a través de una comprensión del estado de derecho en el que se respeta la dignidad de todas las personas y se abrazan las fortalezas y valores de todas las comunidades, en particular a través de sus esfuerzos en la realización del estado de derecho en una Sudáfrica libre y democrática, trabajando como activista, abogado, erudito y redactor de una nueva Constitución para sanar las divisiones del pasado y establecer una sociedad que respete la diversidad y se base en los valores democráticos, la justicia social y los derechos humanos fundamentales. derechos." |
| 2014 | Sinología               | Yu Ying-shih                                                   | Estados Unidos           | "por su dominio y comprensión de la historia intelectual, política y cultural de China, con énfasis en su profunda investigación sobre la historia de los intelectuales públicos en China." |
| 2014 | Ciencia biofarmacéutica | James P. Allison                                               | Estados Unidos           | "por los descubrimientos de CTLA-4 y PD-1 como moléculas inmunoinhibidoras que condujeron a sus aplicaciones en inmunoterapia contra el cáncer". Los dos científicos ganaron juntos el Premio Nobel de Fisiología o Medicina en 2018. |
| 2014 | Ciencia biofarmacéutica | Tasuku Honjo                                                   | Japón                    | "por los descubrimientos de CTLA-4 y PD-1 como moléculas inmunoinhibidoras que condujeron a sus aplicaciones en inmunoterapia contra el cáncer". Los dos científicos ganaron juntos el Premio Nobel de Fisiología o Medicina en 2018. |
| 2014 | Desarrollo sostenible   | Gro Harlem Brundtland                                          | Noruega                  | "por su innovación, liderazgo e implementación del desarrollo sostenible que planteó los desafíos científicos y técnicos para que la comunidad mundial logre un mejor equilibrio entre el desarrollo económico, la integridad ambiental y la igualdad social en beneficio de toda la humanidad." |

### Lista de países por galardonados
Hasta 2022.
| Rango | País           | Laureados |
| ----- | -------------- | --------- |
| 1     | Estados Unidos | 15        |
| 2     | Reino Unido    | 4         |
| 3=    | Japón          | 3         |
| 3=    | Australia      | 3         |
| 4     | Canadá         | 2         |
| 5=    | Noruega        | 1         |
| 5=    | Sudáfrica      | 1         |
| 5=    | Francia        | 1         |
| 5=    | India          | 1         |
| 5=    | Israel         | 1         |
| 5=    | Taiwán         | 1         |
| 5=    | Bangladés      | 1         |
| 5=    | Colombia       | 1         |
| 5=    | Líbano         | 1         |
| 5=    | Hungría        | 1         |

## Comité de selección
La nominación y selección para el primer y segundo ciclo del Premio Tang (2013-2014 y 2015-2016, respectivamente) corrió a cargo de la Académica Sinica por encargo de la Fundación del Premio Tang; a partir del tercer ciclo del premio (2017-2018), la nominación y selección corren ahora a cargo de un comité de selección independiente formado en cooperación parcial con la Academia Sinica.
El Comité de Selección del Premio Tang está compuesto por cuatro comités distintos, uno por categoría de premio. Los comités invitan a respetados académicos e instituciones de todo el mundo, incluidos muchos premios Nobel, a presentar candidaturas, asegurándose de que los nominados hayan alcanzado un nivel suficiente de logros.

## Cronología
Eventos durante el año del premio:
| Tiempo            | Evento                                                                  |
| ----------------- | ----------------------------------------------------------------------- |
| Mayo              | Decisiones tomadas por el comité de selección.                          |
| 18 al 21 de junio | Anuncio de los laureados en cada una de las categorías de premios.      |
| Septiembre        | Ceremonia de entrega de premios y eventos de la semana del premio Tang. |